# Templo de McAllen
El Templo de McAllen es uno de los templos construidos y operados por la Iglesia de Jesucristo de los Santos de los Últimos Días, ubicado en la ciudad de McAllen, Texas .
Los planes de construir el templo fue anunciada el 5 de octubre de 2019 por el presidente de la iglesia, Russell M. Nelson en la Sesión de Mujeres de la conferencia general de la iglesia. Otros siete templos fueron anunciados al mismo tiempo, el templo de Freetown, el templo de Puerto Moresby en Papúa Nueva Guinea, el templo de Bacólod, Filipinas, el templo de Cobán, Guatemala y en los Estados Unidos el templo de Bentonville, Arkansas, el templo de Orem, y el Templo de Taylorsville. Con el anuncio, llegarían a 35 los templos anunciados por Nelson desde asumir la presidencia de la iglesia en enero de 2018.    
El 11 de diciembre de 2019, la iglesia anunció que el templo se construirá en un sitio de 10,6 acres ubicado en la esquina noroeste de la calle Second Street cruce con West Trenton Road en la ciudad de McAllen. Los planes mostraron un templo de un solo piso de aproximadamente 25,000 pies cuadrados, con una aguja central. El templo se se ubica en un terreno de 11 acres y tiene 107 pies de altura. 
El 21 de noviembre de 2020 se llevó a cabo una ceremonia de inauguración para indicar el inicio de la construcción, presidida por Art Rascon, un área setenta.El templo fue dedicado el 8 de octubre de 2023 por el expiloto alemán Dieter F. Uchtdorf.